# فلاديمير كريستي
فلاديمير كريستي (بالرومانية: Vladimir Cristi) هو سياسي روماني، ولد في 1880 في مولدوفا، وتوفي في 3 فبراير 1969. حزبياً، نشط في National Moldavian Party ‏.